# Фул медамес
Фул медамес (арап. فول مدمس), или једноставно фул је чорба од куваног боба сервираног са биљним уљем, кумином и по жељи са сецканим першуном, белим луком, луком, лимуновим соком, чили паприком и осталим састојцима поврћа, биљака и зачина.
Фул медамес се традиционално сервира у великом металном бокалу.
То је главна храна у Египту, посебно у северним градовима Каиру и Гизи. Фул медамес је такође уобичајени део кухиња многих арапских, блискоисточних и северноафричких култура.

## Галерија
- Фул медамес са јајима
- Фул медамес са разним поврћем
- Фул медамес салата
- Фул медамес